# Boulevard des Italiens

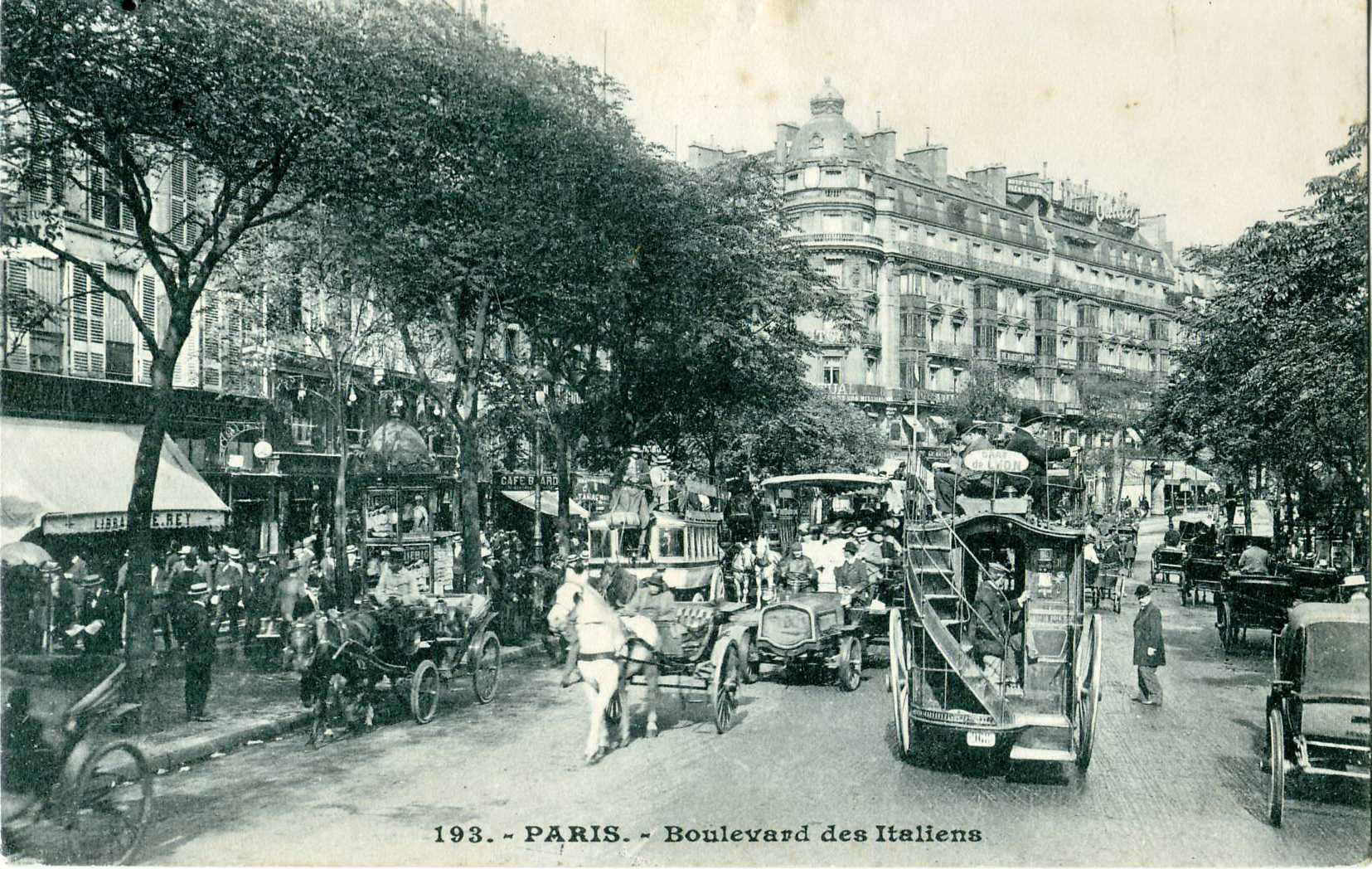
De boulevard des Italiens in begin 20e eeuw

De boulevard des Italiens is een straat in Parijs. Het verlengd de boulevard des Capucines vanaf het Place de l'Opéra naar het noordoosten, en markeert de grens tussen het 2e en 9e arrondissement. De naam is afgeleid van het Theâtre des Italiens, gebouwd in 1783, thans het Opéra-Comique.

## Geschiedenis
De straat heeft verschillende namen gehad:
- boulevard Neuf
- boulevard du Dépôt
- boulevard de la Chaussée d'Antin
- boulevard Cerutti
- le petit Coblence
- boulevard de Gand

## Galerij

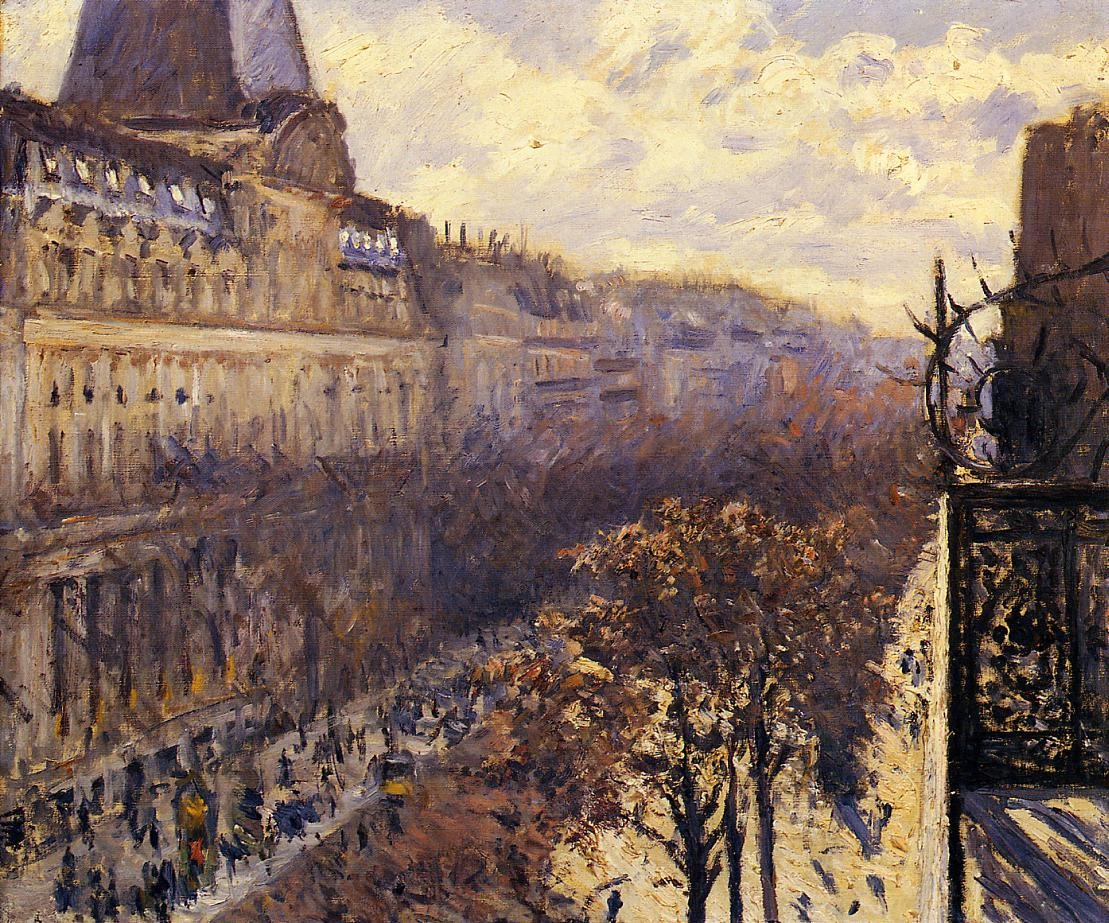
De boulevard des Italiens door Caillebotte (1880)
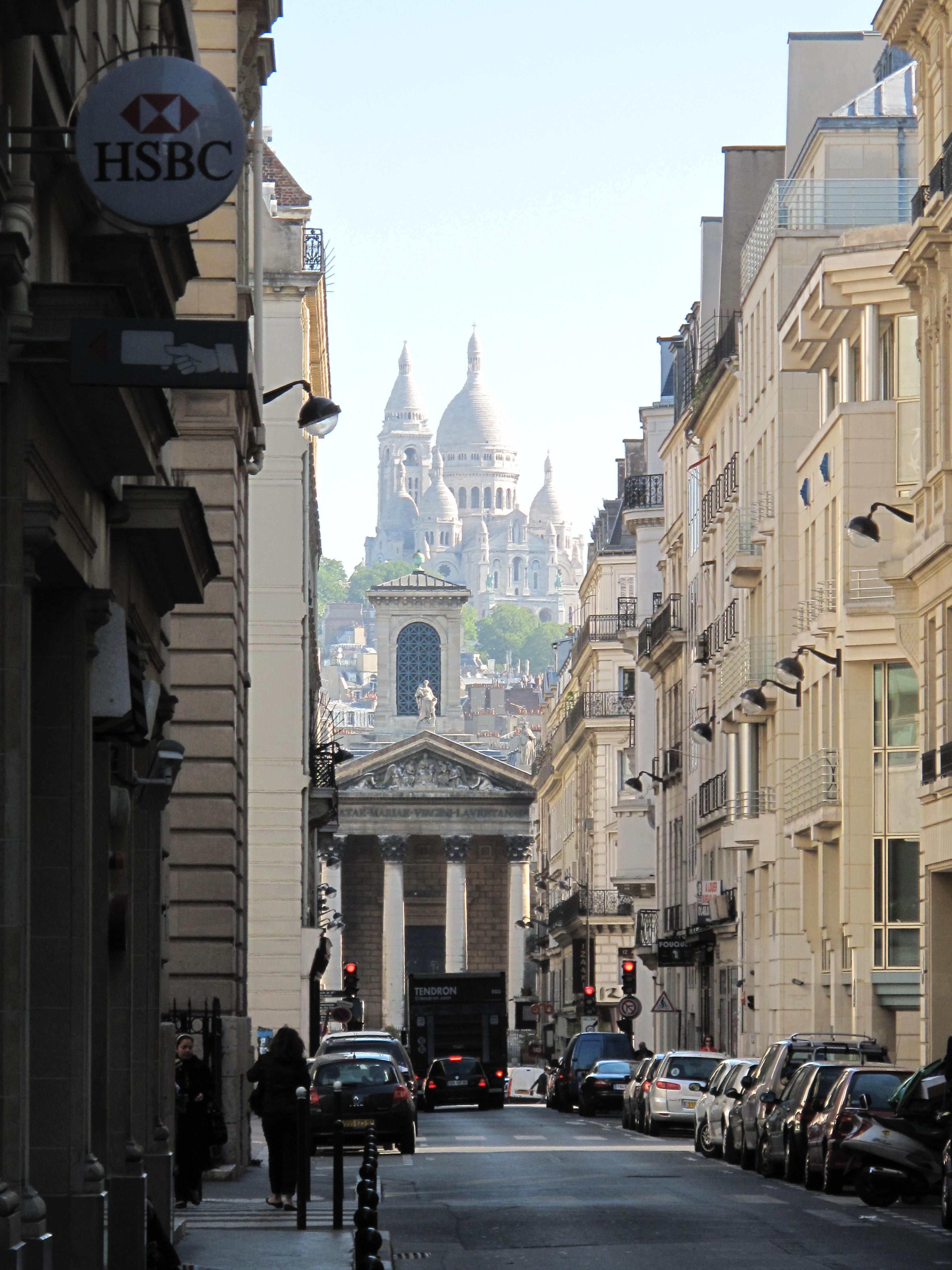
Rue Laffitte met zicht op Montmartre
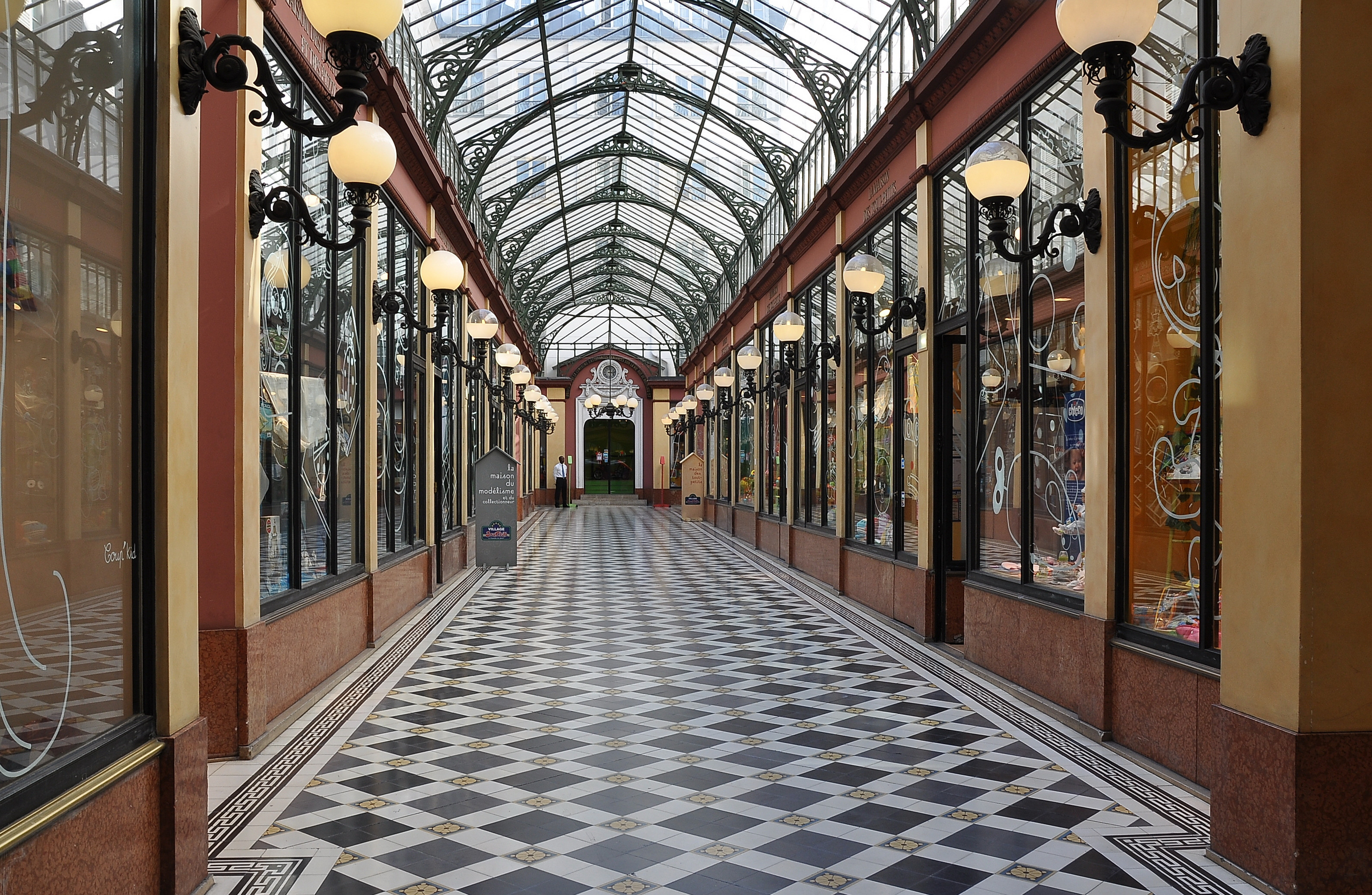
Passage des Princes
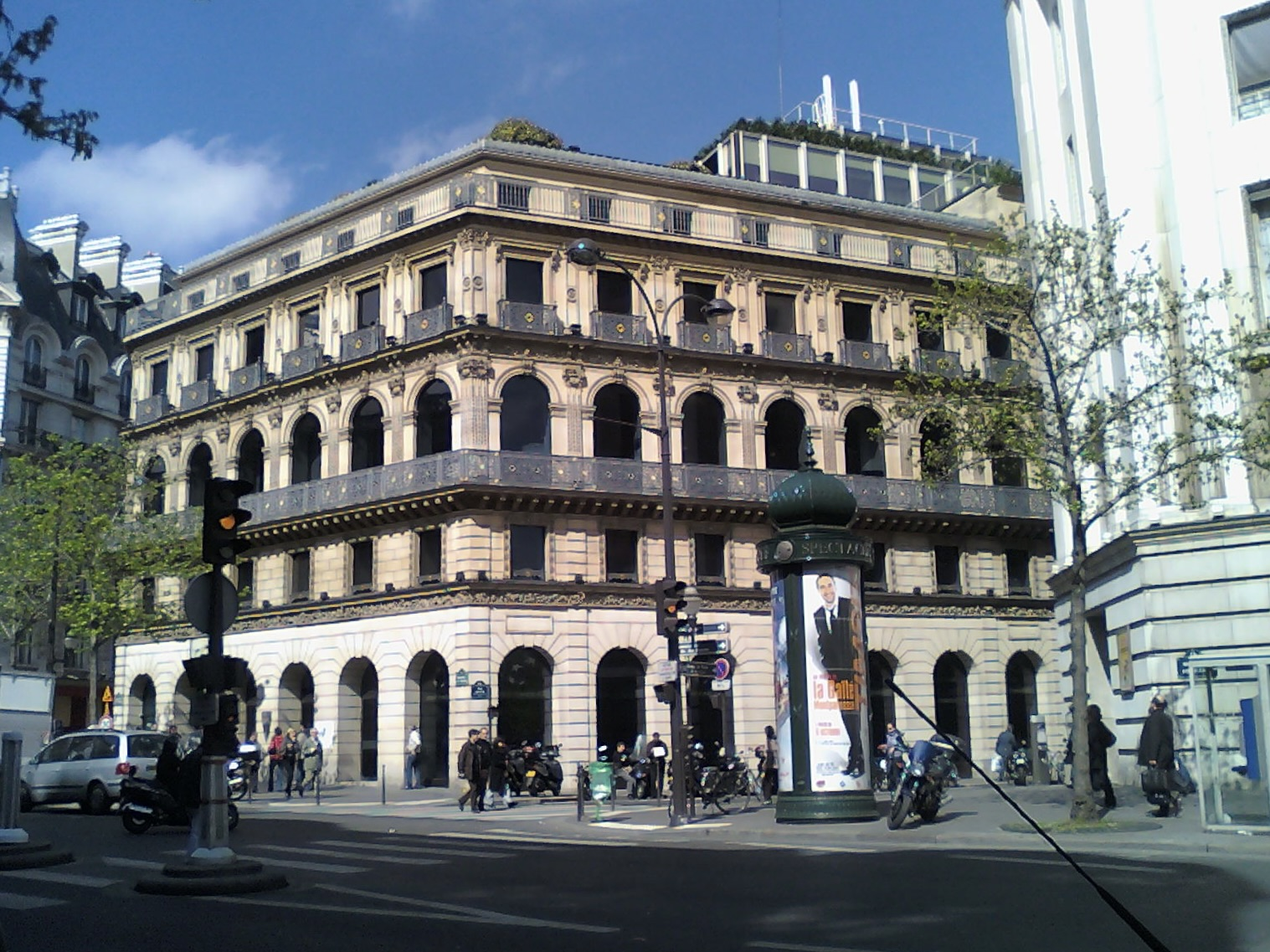
Hoofdkantoor BNP Paribas
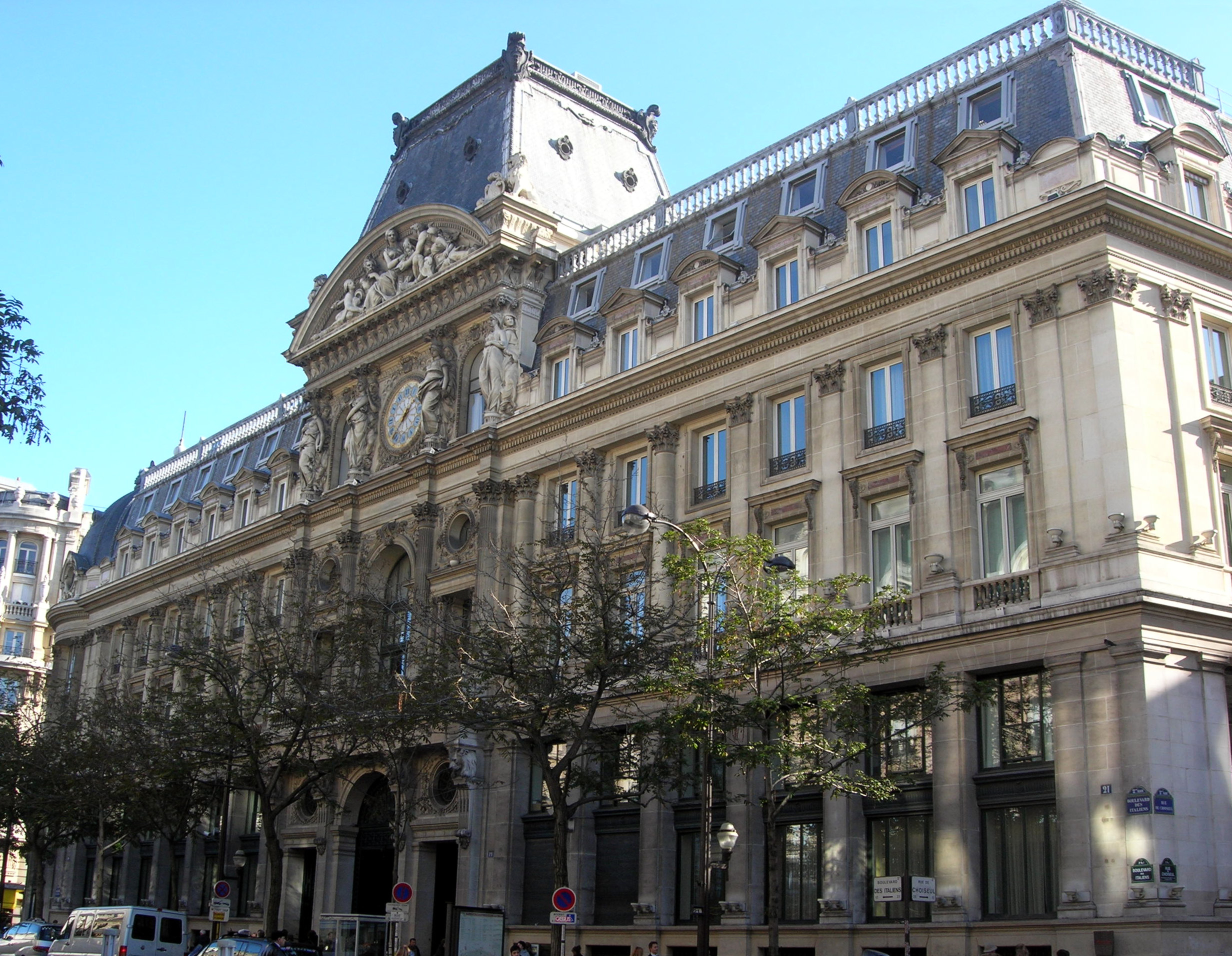
Hoofdkantoor Crédit Lyonnais
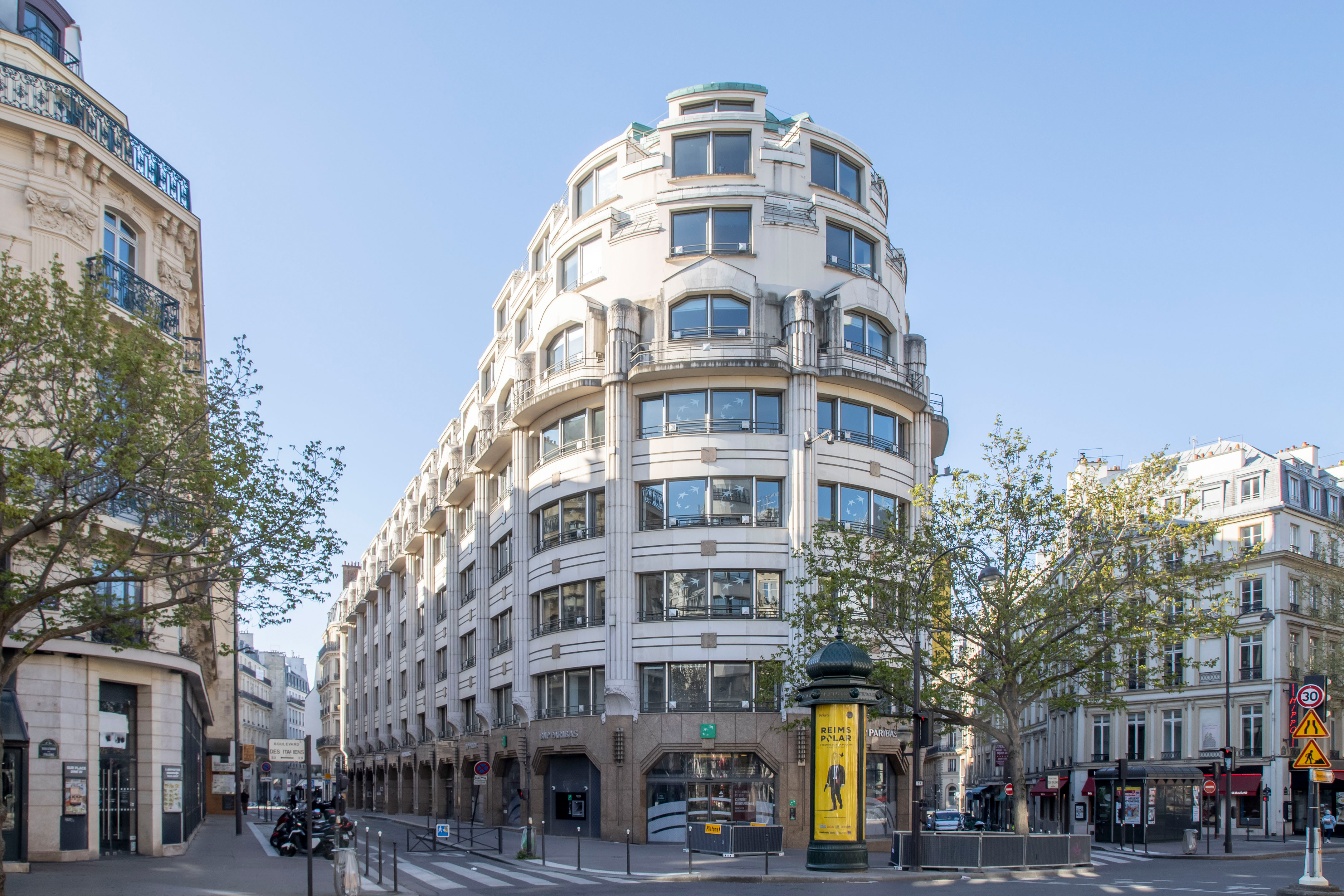
Palais Berlitz